# Acacia mauroceana
Acacia mauroceana é uma espécie de leguminosa do gênero Acacia, pertencente à família Fabaceae.